# Stjepan Bakšić
Stjepan Bakšić (Cvetković, Jastrebarsko 1889. – 1963.), hrvatski teolog i stručnjak za dogmatiku. Istaknuti je hrvatski katolički svećenik. Bio je zagovornik neoskolastičke filozofije i jedan od najutjecajnijih hrvatskih teologa 20. stoljeća uopće. Njegovi publicistički dio opusa manje je poznat. Bakšićeve je tekstove okupio Daniel Miščin s Filozofsko-teološkoga Instituta Družbe Isusove u knjigu Misao i život, trideset šestoj u nizu knjizi biblioteke »Hrvatska katolička baština« Glasa Koncila. 
Od 1923. godine list Bogoslovska smotra (Ephemerides theologicae) ponovno izlazi kao glavno glasilo Hrvatske bogoslovske akademije u redakciji profesorskog zbora bogoslovskog fakulteta, a s Bakšićem kao odgovornim urednikom. Bakšić je također bio urednikom Katoličkog lista. Bakšić je bio mentor Rudolfu Brajčiću za djelo Utrum nomine “Pater Noster” secundum Sacram Scripturam prima tantum Persona an tota Trinitas intelligenda sit?.

## Djela
(izbor)
- Obnova socijalnog poretka prema pravilu evanđeoskog zakona i encikličkim pismima rimskih papa (suautor Velimir Deželić mlađi)